# Fernanda Pereyra
Fernanda Gabriela Pereyra (* 30. Juni 1991 in San Juan) ist eine ehemalige argentinische Beachvolleyballspielerin.

## Karriere
Pereyra bildete seit 2018 ein Duo mit Ana Gallay. Auf der kontinentalen Tour erzielten die beiden Argentinierinnen 2018 ausnahmslos Top-Ten-Ergebnisse und wurden am Ende in Lima südamerikanische Vizemeisterinnen. Auf der FIVB World Tour 2018 war ein 17. Platz in Espinho (vier Sterne) ihr bestes Ergebnis. Bei einem Gastspiel auf der deutschen Techniker Beach Tour 2018 gewannen sie das Turnier in Sankt Peter-Ording und wurden in Leipzig Fünfte. Anfang 2019 wurden sie bei den Südamerika-Turnieren jeweils mindestens Dritte. Gallay/Pereyra qualifizierten sich für die WM 2019 in Hamburg, wo sie in der ersten K.o.-Runde scheiterten. Bei der FIVB World Tour 2019 war ein neunter Platz in Espinho ihr bestes Ergebnis. Anschließend gewannen sie bei den Panamerikanischen Spielen in Lima die Silbermedaille. 2021 wurden Gallay/Pereyra erneut südamerikanische Vizemeisterinnen und qualifizierten sich über den Continental Cup für die Olympischen Spiele in Tokio. Gallay/Pereyra nahmen auch an den Weltmeisterschaften 2022 und 2023 teil. Danach beendete Pereyra ihre internationale Karriere.